# Arroyo Corte Madera Del Presidio
Arroyo Corte Madera Del Presidio ist ein Bach im Marin County in Kalifornien. Er entspringt am Knob Hill ungefähr 250 m über dem Meer. Der Bach fließt, teils unterirdisch, durch die Wohngebiete der Stadt Mill Valley und mündet in die Bucht von San Francisco nördlich der Golden Gate Bridge. Wichtigster Nebenfluss des Arroyo Corte Madera Del Presidio ist der Old Mill Creek.
Der Name des Gewässers kommt aus dem Spanischen. Arroyo bezeichnet ein Bachbett, Corte Madera einen Ort an dem Holz geschlagen wird und El Presidio die Festung von San Francisco, für die das Holz bestimmt war.